# Тулажка (деревня)
Тулажка — опустевшая деревня в составе Карпунихинского сельсовета в Уренском районе Нижегородской области.

## География
Находится на расстоянии примерно 18 километров по прямой на север от районного центра города Урень.

## История
Основана около 1912 года переселенцами из соседней деревни Петряево, названа по местной речке. До 1935 года входила в Ветлужский район. В советское время работал колхоз «Рассвет». В 1956 году учтено 108 жителей, в 1978 году 19 хозяйств и 35 жителей, в 1994 4 и 6 соответственно..

## Население
Постоянное население составляло 1 человек (русские 100 %) в 2002 году, 0 в 2010.